# Kot singapurski
Kot singapurski – jedna z najmniejszych ras kota, ceniona za duże oczy i uszy oraz krótkie futro z wyraźnym tickingiem. Za rok powstania rasy uznaje się 1975, kiedy Tommy Meadow zabrał ze sobą 3 kocięta z Singapuru do Stanów Zjednoczonych. Koty te stały się bazą hodowlaną dla nowej rasy. Ich nazwa pochodzi od nazwy miasta Singapur w języku malajskim (Singapura), która oznacza Miasto Lwa.